# Carl Johan Schöning (grosshandlare)
Carl Johan Schöning, född 31 maj 1809 i Arbrå socken, död 4 februari 1886 i Söderhamn, var en svensk grosshandlare. Han far till Frithiof och Gabriel Schöning samt syssling till Ludvig Schöning.
Schöning inflyttade till Söderhamn, arbetade sig från obemedlad ställning upp och lade grunden till sin förmögenhet som leverantör till Hälsinge regemente i Mohed. Han ingick i den 1853 tillsatta provisoriska direktionen för utredning av en järnvägsförbindelse mellan Söderhamn och inlandet, vilken sedermera förverkligades som Söderhamns Järnväg. Han grundade 1854 Marmabolaget tillsammans med Per Henrik Widmark och Johan Gustaf Brolin. Schöning sålde emellertid året därpå sin andel till de båda medintressenterna och anlade 1858 Grundviks sågverk, en tvåramig ångsåg vid Stugsund, men sålde det några år senare till kapten Thore Härdelin på Nordanäng i Delsbo socken. Han invaldes 1842 i Söderhamns skolråd som representant för handelssocieteten. Schöning är begravd på Söderhamns kyrkogård.